# WASP-96
WASP-96 ist ein Stern im Sternbild Phönix. Er befindet sich in einer Entfernung von etwa 1140 Lichtjahren und wird von einem Planeten in lediglich 3,5 Tagen umkreist. Die Atmosphäre des Planeten mit Namen WASP-96 b war eines der ersten 5 publizierten Bilder des James-Webb-Weltraumteleskops.

## Stern
Der Stern WASP-96 ist ein sonnenähnlicher Stern mit einer Masse von etwa 1,06 Sonnenmassen und einem Radius von etwa 1,05 Sonnenradien. Abgesehen davon scheint der Stern mit etwa 9,5 Milliarden Jahren ein deutlich höheres Alter als die Sonne zu haben, jedoch bei relativ großer Unsicherheit.

## Planet WASP-96 b

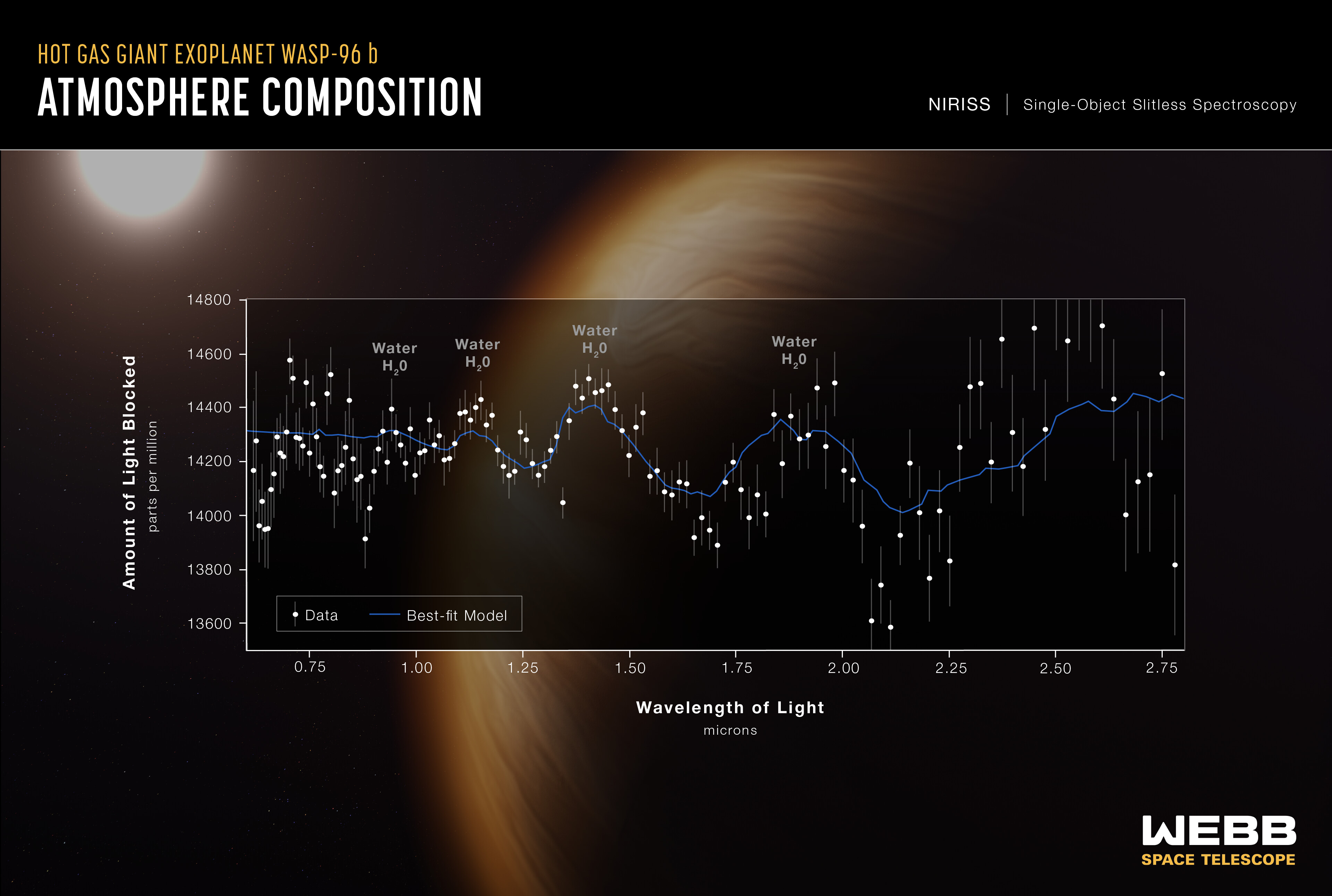
Spektrum von WASP-96 b, aufgenommen mit dem James-Webb-Weltraumteleskop

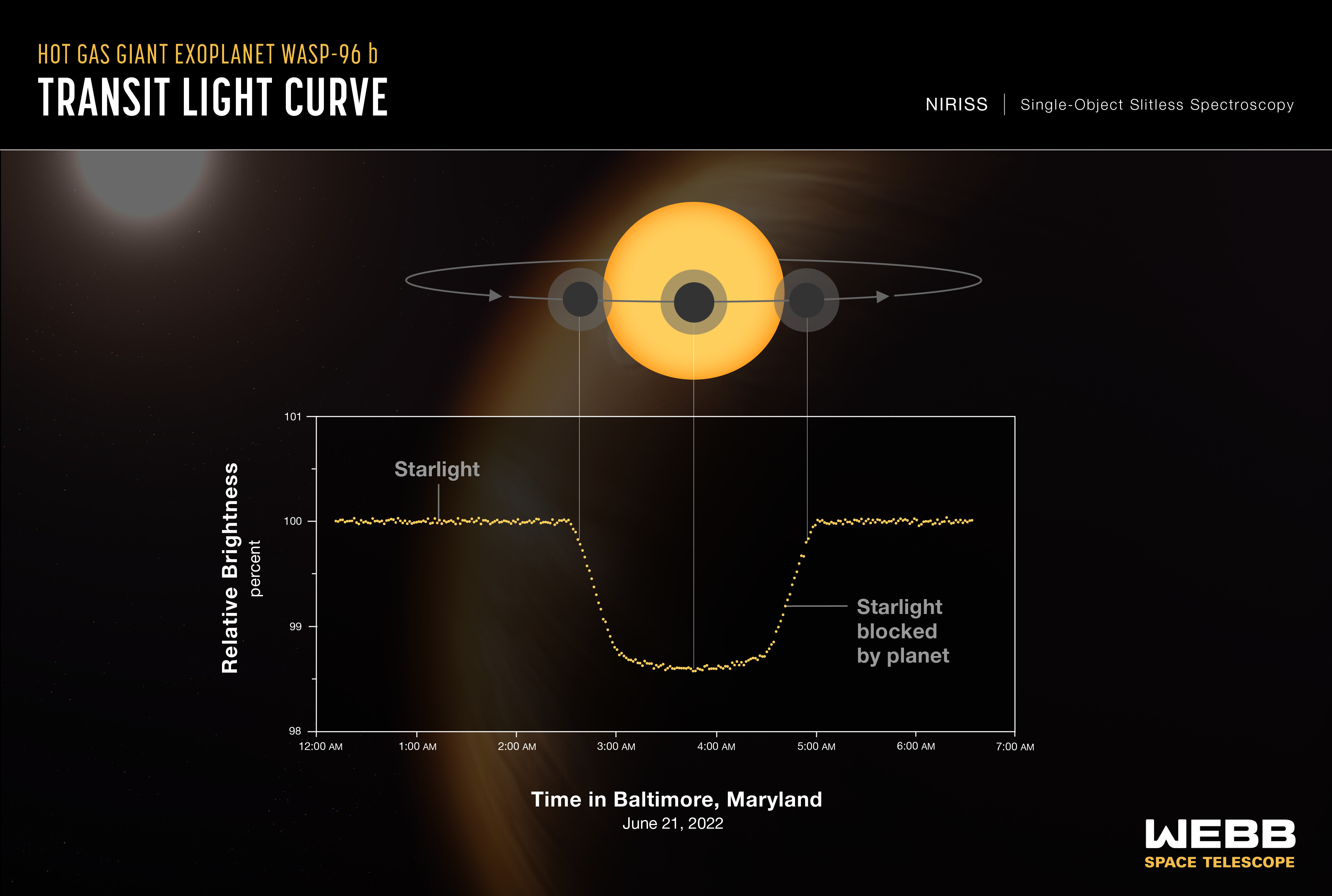
Transitsignal eines Durchgangs von WASP-96 b, aufgenommen mit dem James-Webb-Weltraumteleskop

Der Planet WASP-96 b wurde im Jahre 2014 mittels der Transitmethode entdeckt. Er umkreist seinen Zentralstern in lediglich 3,4 Tagen. Obwohl seine Masse lediglich bei etwa 0,48 Jupitermassen liegt, so ist er deutlich größer als Jupiter mit etwa 1,2 Jupiterradien. Folglich hat er eine geringere Dichte als jeder Planet des Sonnensystems mit lediglich 0,37 g/cm³. Die Untersuchung seiner Atmosphäre zeigte Spuren von H2O. Die Temperaturen liegen gemäß ursprünglichen Schätzungen bei etwa 1300 K, nach den neueren Messungen mit dem JWST könnte sie auch bei lediglich etwa 1000 Kelvin liegen.